# Lype saxonica
Lype saxonica is een fossiele soort schietmot uit de familie Psychomyiidae.